# 諾倫山
46°03′04″N 7°59′20″E / 46.051221°N 7.988894°E

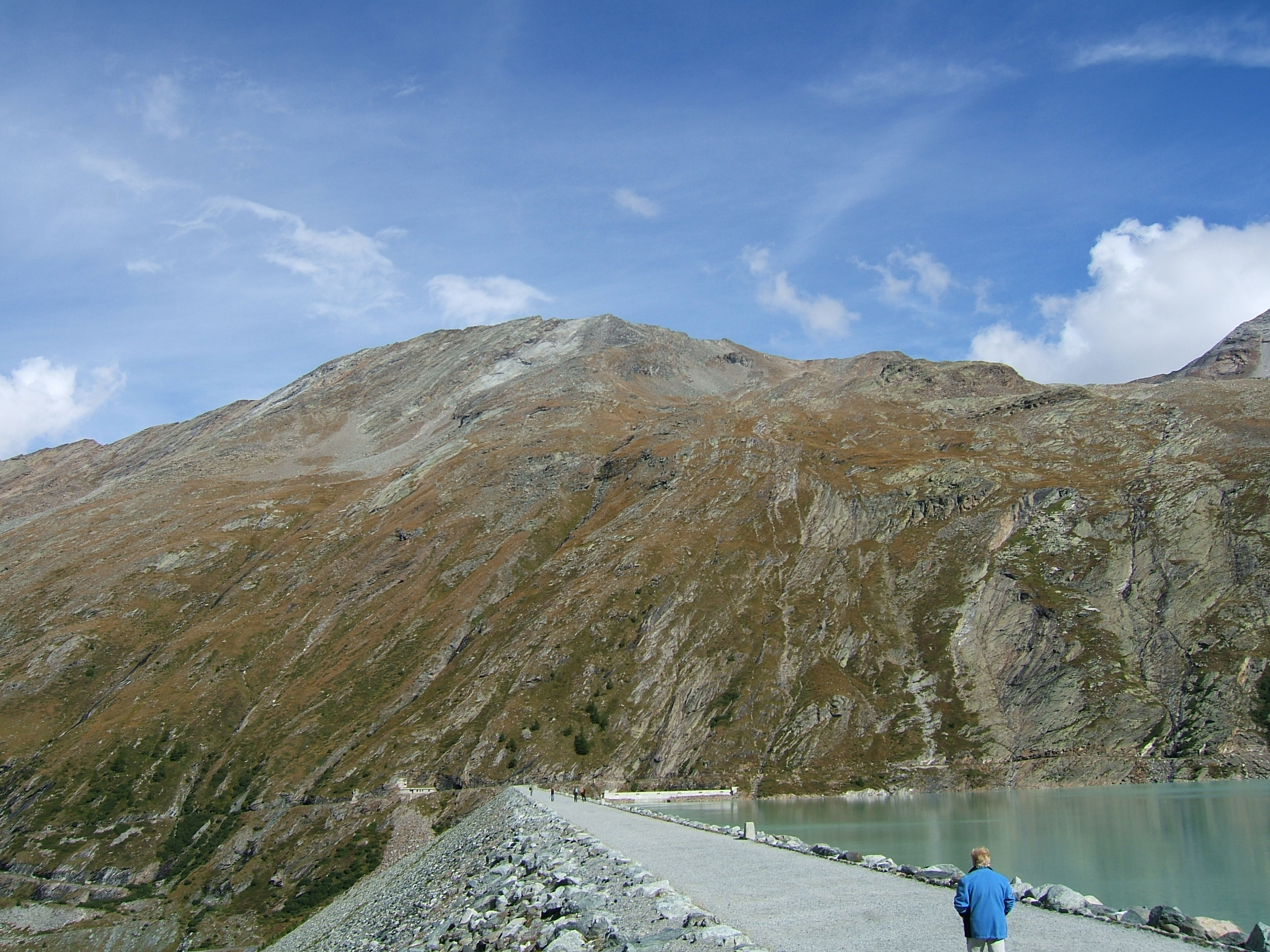

諾倫山（Nollenhorn），是瑞士的山峰，位於該國西南部，由瓦萊州負責管轄，屬於本寧阿爾卑斯山脈的一部分，距離施泰利山1.2公里，海拔高度3,185米。